# Grayceon
Grayceon ist eine US-amerikanische Progressive-Metal-Band. Es handelt sich um ein Trio mit der für das Genre ungewöhnlichen Besetzung E-Gitarre, Cello und Schlagzeug.

## Bandgeschichte
Die Band wurde im Jahr 2005 gegründet, nahm 2006 ein erstes Demo auf und veröffentlichte ihr erstes Album 2007 auf dem Label Vendlus Records. Das selbst betitelte Album enthält vier Lieder, darunter das 20-minütige Ride. In Nordamerika war die Band gemeinsam mit Giant Squid auf Tournee, einer Band, bei der Jackie Perez Gratz bereits vorher mitwirkte. Gemeinsam mit Giant Squid wurde 2007 auch die Split-Single Sutter’s Fort/The West veröffentlicht.
In den Jahren 2008 und 2011 erschien jeweils ein weiteres Album von Grayceon. Erst nach einer längeren Pause erschien im Jahr 2018 auf dem Label Translation Loss das vierte Album. Es ist schlicht ‘‘IV‘‘ betitelt und enthält als erstes Album der Band nur Lieder von weniger als zehn Minuten Spieldauer. Im Jahr 2020 wurde das Album Mothers Weavers Vultures veröffentlicht, und zwar als Langspielplatte und als „digitales“ Album zum Herunterladen, nicht aber als CD. Das Album enthält fünf Lieder, davon zwei mit mehr als zehn Minuten Spieldauer. Der Albumtitel leitete sich aus einer Textpassage des Liedes The Lucky Ones ab.

## Stil
Die Musik von Grayceon wird meistens dem Progressive Metal oder Progressive Rock zugeordnet. Zu der Frage, inwieweit der Stil als Metal einzustufen sei, nahm Jackie Perez Gratz folgendermaßen Stellung:

„... we include all our ideas and can transition between ‘heavy’ and ‘not heavy’ very easily. Some metalheads think we are not metal enough, some they think we are too metal.“

Als charakteristisch für Grayceon beschrieb Assaf Vestin „lange epische Tracks mit hypnotisierenden Texturen“, die häufig zwischen langsameren, leisen Passagen und härteren, schnellen Abschnitten wechseln. Sowohl Cello als auch Gitarre nehmen wechselnde Rollen als Solo- oder Begleitinstrumente ein.

## Diskografie
Alben
- 2007: Grayceon (Vendlus Records)
- 2008: This Grand Show (Vendlus Records)
- 2011: All We Destroy (Profound Lore Records)
- 2018: IV (Translation Loss Records)
- 2020: Mothers Weavers Vultures (Translation Loss Records)
- 2025: Then The Darkness (Translation Loss Records)

EPs
- 2013: Pearl and the End of Days